# Premi Crítica Serra d'Or
El Premi Crítica Serra d'Or és un guardó atorgat anualment per la revista Serra d'Or, de l'Abadia de Montserrat.
Es tracta d'una distinció sense dotació econòmica, però que ha assolit un gran prestigi i renom en l'àmbit cultural català, i que premia, en les seves diferents categories, una obra publicada l'any anterior. Per tant, no es tracta d'un premi a persones o obres que s'hi hagin de presentar com a candidates, sinó que el jurat distingeix les obres que, dins l'àmbit cultural català, considera que en són mereixedores.
El premi, instituït el 1967, s'atorga en les següents categories:
- Literatura i Assaig
- Recerca
- Teatre

- Literatura Infantil i Juvenil